# Kamil Kreps
Kamil Kreps (* 18. November 1984 in Litoměřice, Tschechoslowakei) ist ein tschechischer Eishockeyspieler, der zuletzt bei den Grizzlys Wolfsburg in der Deutschen Eishockey Liga unter Vertrag stand.

## Karriere
Kamil Kreps begann seine Karriere als Eishockeyspieler in seiner tschechischen Heimat in der Jugend des HC Litvínov, für den er bis 2001 aktiv war. Anschließend wechselte der Angreifer in die Ontario Hockey League, wo er drei Jahre lang für das Brampton Battalion, das ihn beim CHL Import Draft 2001 an insgesamt fünfter Stelle gezogen hatte, auflief. In dieser Zeit wurde er während des NHL Entry Draft 2003 in der zweiten Runde als insgesamt 38. Spieler von den Florida Panthers ausgewählt. In der Saison 2004/05 spielte Kreps erstmals im professionellen Eishockey, nachdem er vor der Spielzeit in den Kader von Floridas damaligem Farmteam, den San Antonio Rampage aus der American Hockey League, berufen worden war. Am 7. Januar 2007 gab Kreps sein Debüt in der National Hockey League für die Florida Panthers, als er im Spiel gegen die Vancouver Canucks auf dem Eis stand.
Nachdem er bis 2010 über 200 NHL-Spiele für die Panthers absolviert hatte, bekam er keine Vertragsverlängerung und kehrte nach Europa zurück. Dort wurde er von Kärpät Oulu aus der SM-liiga verpflichtet. Nach einem Jahr verließ er die Finnen wieder und unterschrieb für die Saison 2011/12 einen Vertrag bei Barys Astana aus der Kontinentalen Hockey-Liga.
Im August 2012 wurde Kreps vom neuen KHL-Teilnehmer HC Slovan Bratislava verpflichtet, sein Vertrag wurde jedoch kurz vor Saisonbeginn aufgelöst. Wenige Wochen später unterzeichnete der Tscheche einen Kontrakt für eine Spielzeit bei den Kloten Flyers aus der National League A, für den er in der Folge 26 NLA-Partien absolvierte, oft jedoch als überzähliger Ausländer nicht eingesetzt wurde. Ab Mai 2013 stand Kreps bei Ässät Pori unter Vertrag. Im Jahr 2014 wechselte Kreps zum tschechischen Extraliga Eishockeyclub HC Oceláři Třinec, wo er bis Ende der Saison 2016/17 unter Vertrag stand. In den drei Jahren kam Kreps in 94 Hauptrunden-Spielen auf 51 Skorerpunkte. Ab Oktober 2017 war Kreps beim deutschen Eishockeyclub Grizzlys Wolfsburg aktiv, wo er einen Vertrag bis zum Saisonende erhielt.

### International
Für Tschechien nahm Kreps an der U18-Junioren-Weltmeisterschaft 2002 und der U20-Junioren-Weltmeisterschaft 2004 teil. Bei ersterem Turnier stand der Rechtsschütze in acht Partien auf dem Eis und verbuchte fünf Scorerpunkte. Außerdem gewann er mit der tschechischen Auswahl die Bronzemedaille. Bei letzterem Wettbewerb belegte Kreps – nach Niederlagen gegen Kanada im Halbfinale sowie Finnland im Spiel um den dritten Platz – mit der Mannschaft den vierten Rang, wobei er in sieben Spielen punktlos blieb.

## Erfolge und Auszeichnungen
- 2002 Bronzemedaille bei der U18-Junioren-Weltmeisterschaft

## NHL-Statistik
(Stand: Ende der Saison 2013/14)